# Pierławki (powiat działdowski)
Pierławki (niem. Pierlawken) – wieś w Polsce położona w województwie warmińsko-mazurskim, w powiecie działdowskim, w gminie Działdowo. W latach 1975–1998 miejscowość należała administracyjnie do województwa ciechanowskiego.
Wieś prawdopodobnie zamieszkiwana w średniowieczu przez pruskie plemię Sasinów. Nazwa Pierławki wywodzi się z języka pruskiego (od słów per – przez oraz lauks – pole).
Wedle legendy podanej przez Emilię Sukertową-Biedrawinę, w okolicach wsi istniało grodzisko. Nie zostało ono jednak odnalezione.